# La Meilleure bobonne
La Meilleure bobonne è un cortometraggio del 1930 diretto da Marc Allégret.
È la prima apparizione di Fernandel.

## Trama
Monsieur Pivoine e la sua signora, Emma, stanno aspettando Monsieur Bouchamiel, che deve finanziargli la sua ultima invenzione. Prima che arrivi l'ospite, Emma litiga con Zénobie che lascia il grembiule e se ne va; Emma decide di prendere il suo posto.